# VfL 07 Neustadt/Weinstrasse
Maillots
Le VfL Neustadt/Weinstrasse est un club allemand de football localisé à Neustadt an der Weinstraße en Rhénanie-Palatinat.
Ce club ne doit pas être confondu avec le TBVfL Neustadt-Wildenheid, un club localisé à Neustadt bei Coburg en Bavière et qui joua en 2. Liga Süd, dans les années 1950, à l'époque sous l'appellation identique de VfL 07 Neustadt.

## Histoire
Le club fut fondé en 1928 par la fusion de trois cercles locaux: le FC Pfalz 1907, le SV Olympia 1913 et le Germania 1926.
Après la Seconde Guerre mondiale, le club fut dissous par les Alliés, comme tous les clubs et associations allemands (voir article: Directive n°23). Le VfL 07 fur reconstitué le 16 février 1946.
En 1947, le club fut un des fondateurs de l’Oberliga Sud-Ouest, Groupe Nord. Il y joua cinq saisons puis fut relégué en 2. Oberliga Südwest en fin de saison 1951-1952. Le cercle connut une seconde relégation conséductive et joua en Amateurliga qui resta le 3e niveau du football allemand. Après 1966, le club recula encore.
En 1982, le VfL 07 Neustadt remonta au 3e niveau, alors appelé Oberliga Sud-Ouest. Il n’y resta qu’une saison puis redescendit après une 18e place sur 20 équipes.
Le club joua encore cinq saisons au niveau 4, appelé alors Verbandsliga,  puis il régressa dans la hiérarchie régionale.

## Joueurs connus
- Mario Basler
- Steffen Bohl
- Torsten Lieberknecht